# Lambertus van Sint-Bertinus
Lambertus van Sint-Bertinus (omstreeks 1060 – Sint-Omaars 22 juni 1125) was een Vlaams benedictijnermonnik. Hij was van 1095 tot zijn dood abt van Sint-Bertinus in de (toen) Vlaamse stad Sint-Omaars.
Onder zijn abbatiaat, in de jaren 1099-1101, sloot de abdij zich aan bij de hervorming van Cluny.
Nog tijdens zijn leven werd Lambertus beschreven in de "Tractatus de moribus Lamberti Abbatis S. Bertini" (ed. Holder-Egger in "Monumenta Germaniae Historica Scriptores", XV, 2, 946-53). Dit werk vermeldt een aantal van zijn geschriften zoals de "Sermones de Vetere Testamento". Hij schreef over allerlei religieuze en wetenschappelijke onderwerpen.
Abt Lambertus mag niet verward worden met zijn tijdgenoot Lambert van Sint-Omaars, de schrijver van het vermaarde Liber Floridus. Deze andere Lambertus had ook verbleven in de abdij, maar als kanunnik.
- Gemeinsame Normdatei: 102511721
- International Standard Name Identifier: 0000 0003 7026 4805
- Virtual International Authority File: 223048545